# Saint-Denis (Aude)
Saint-Denis – miejscowość i gmina we Francji, w regionie Oksytania, w departamencie Aude.
Według danych na rok 1990 gminę zamieszkiwały 313 osoby, a gęstość zaludnienia wynosiła 38 osób/km² (wśród 1545 gmin Langwedocji-Roussillon Saint-Denis plasuje się na 618. miejscu pod względem liczby ludności, natomiast pod względem powierzchni na miejscu 843.).